# 施氏新亮麗鯛
施氏新亮麗鯛，為輻鰭魚綱鱸形目隆頭魚亞目慈鯛科的其中一種，被IUCN列為易危保育類動物，分布於非洲坦干伊喀湖近蒲隆地流域，體長可達5公分，棲息在沉積物豐富的岩石底質水域，生活習性不明，可作為觀賞魚。

## 擴展閱讀
維基物種上的相關：施氏新亮麗鯛